# Chikkabaganahalli, Hassan
Chikkabaganahalli là một làng thuộc tehsil Hassan, huyện Hassan, bang Karnataka, Ấn Độ.